# Лусіліо де Альбукерке
Лусіліо де Альбукерке (9 травня 1877, Баррас, штат Піауї — 19 квітня 1939, Ріо-де-Жанейро) — бразильський художник, дизайнер, професор мистецтва.

## Біографія
Народився в сім'ї судового чиновника. Впродовж короткого періоду вивчав право в Університеті Сан-Паулу, згодом перевівся на навчання до Національної школи вишуканих мистецтв (Ріо-де-Жанейро), де опановував живопис.
Найбільше відомий своїми портретами та пейзажами, багато його картин написані у жанрі ню.

## Галерея

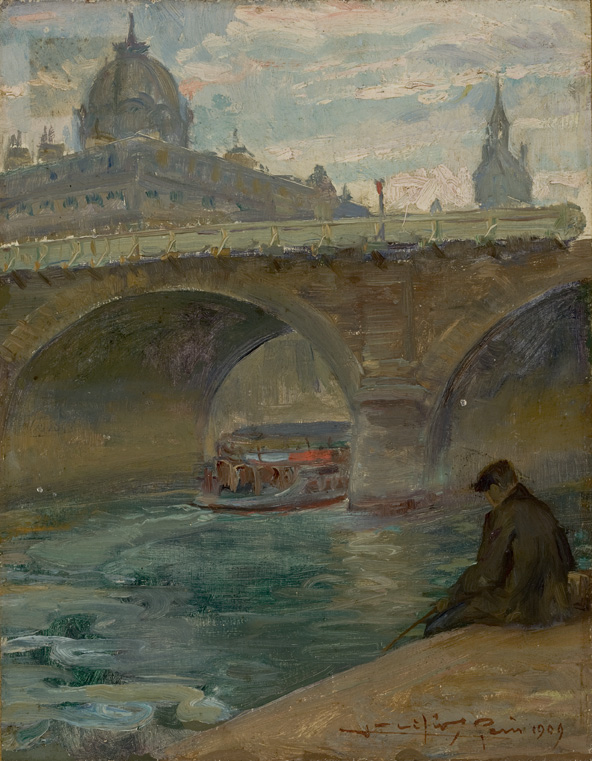
Річка Сена
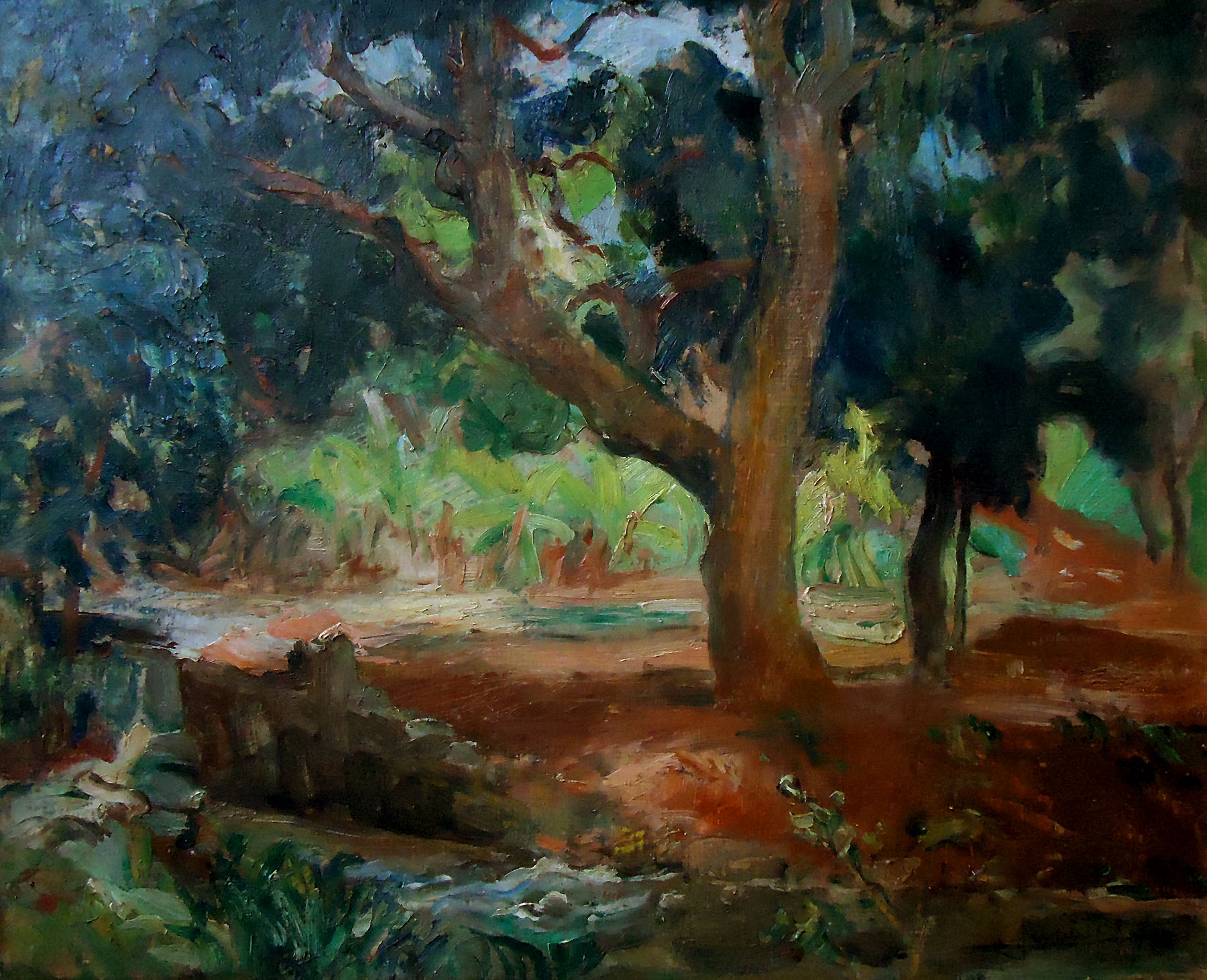
Пейзаж з деревами та струмком
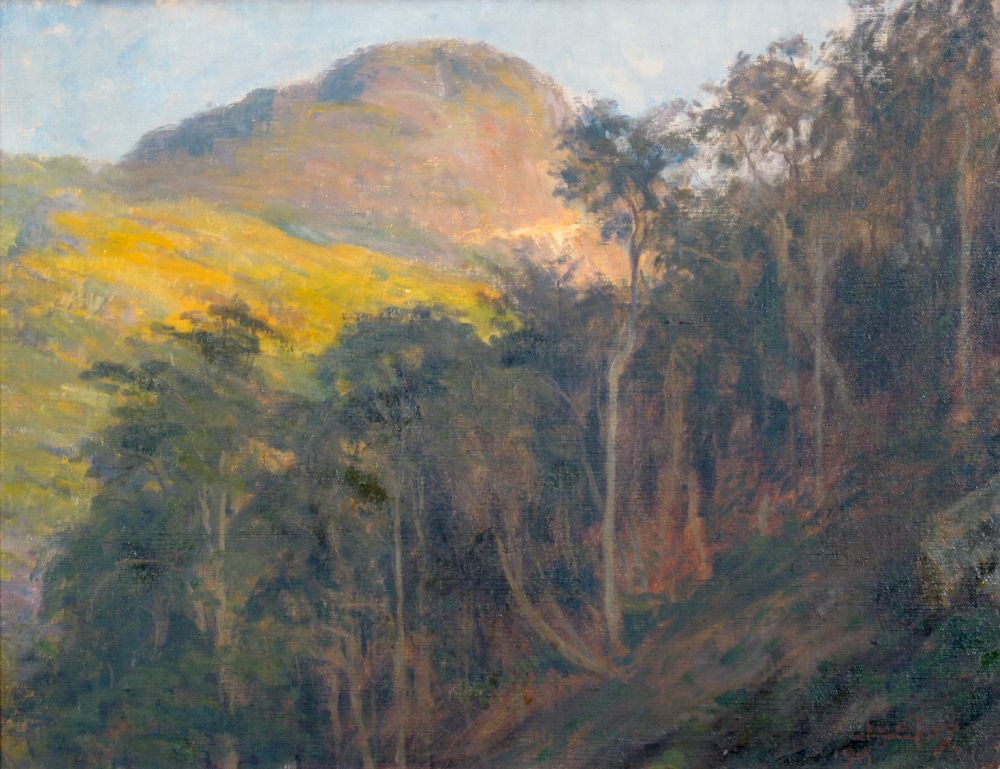
Пейзаж (1913)
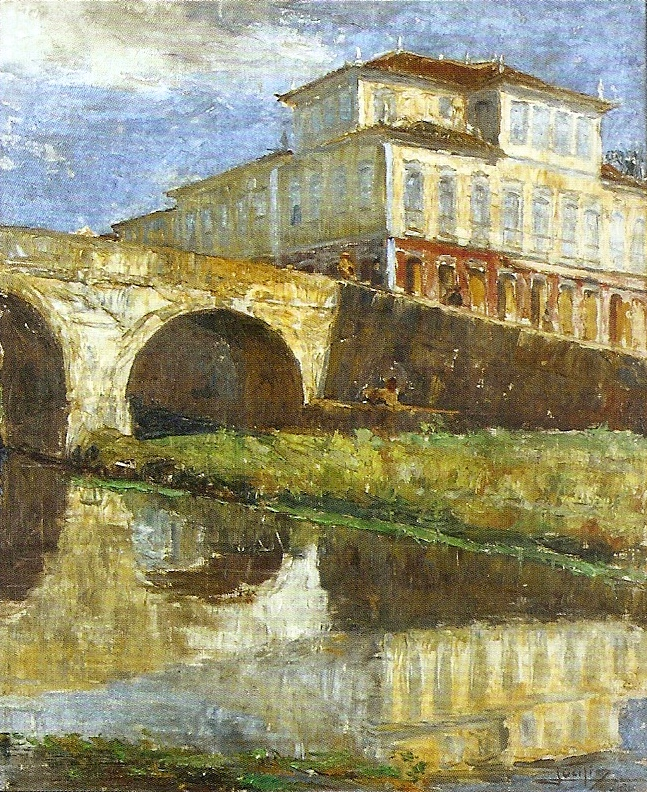
Вид Сан-Жуан-дел-Рей
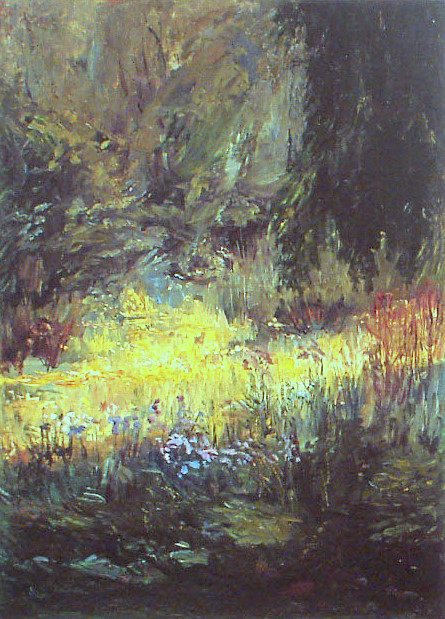
Весняна пора у Франції
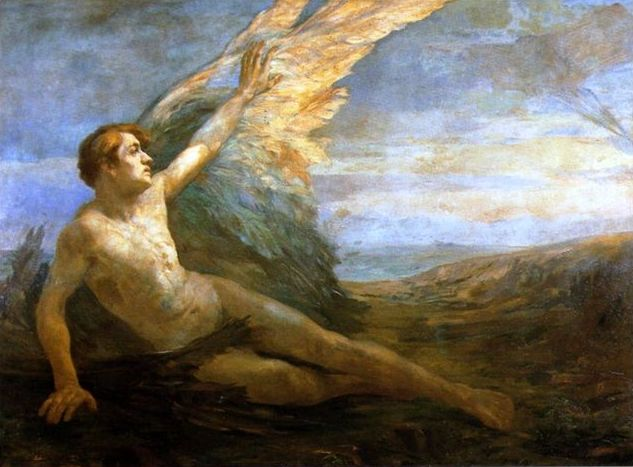
Пробудження Ікара (1910)
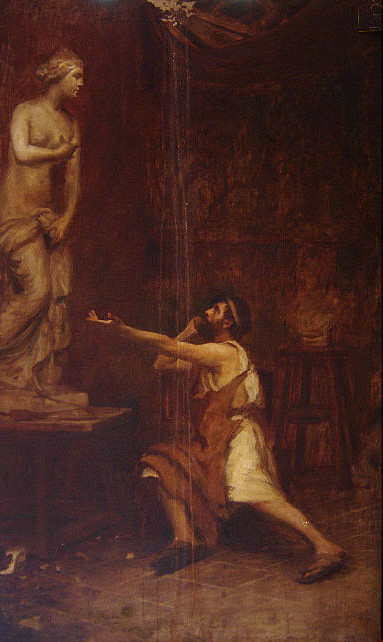
Пігмаліон і Галатея
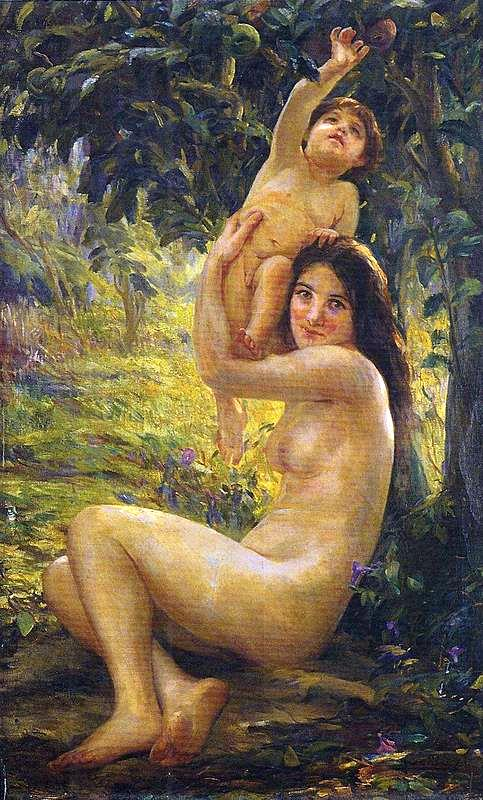
Перші фрукти
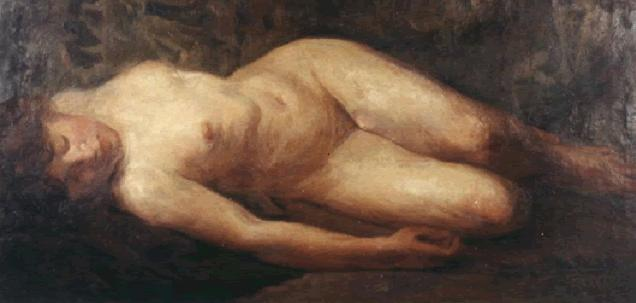
Ню (1907)
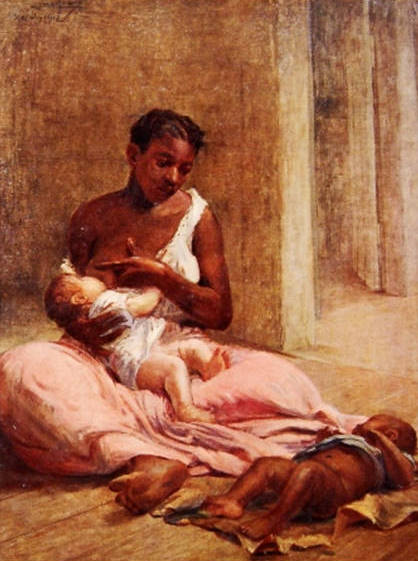
Чорна матір